# Columnea hypocyrtantha
Columnea hypocyrtantha är en tvåhjärtbladig växtart som först beskrevs av Wiehler, och fick sitt nu gällande namn av J.F. Smith och L.E. Skog. Columnea hypocyrtantha ingår i släktet Columnea och familjen Gesneriaceae. Inga underarter finns listade i Catalogue of Life.